# Patrick Byskata
Patrick Byskata (Kokkola, 13 agosto 1990) è un ex calciatore finlandese, di ruolo centrocampista.

## Carriera

### Club
Proveniente dallo GBK, Byskata è stato ingaggiato dal KPV nel 2010. Ha esordito nella Ykkönen il 24 aprile, schierato titolare nel pareggio per 1-1 maturato sul campo dello JIPPO. Il 30 maggio è arrivata la sua prima rete, nella vittoria per 3-0 sullo MP. È rimasto in squadra per una stagione, totalizzando complessivamente 27 presenze ed una rete.
Nel 2011 è stato allora ingaggiato dal Jaro, compagine militante in Veikkausliiga. Il 6 maggio ha esordito così nella massima divisione locale, schierato titolare nella sconfitta per 1-0 arrivata sul campo del RoPS. Ha disputato 32 partite in Veikkausliiga nel corso di quell'annata, con la sua squadra che ha chiuso all'11º posto.
Nel 2012, Byskata è stato ingaggiato dall'IFK Mariehamn. Ha debuttato in squadra il 3 febbraio 2012, in una sfida valida per la Liigacup contro il TPS, vinta per 3-0. L'11 agosto 2012 ha segnato la prima rete in squadra, nonché la prima nella Veikkausliiga: ha realizzato il gol del definitivo 2-0 con cui l'IFK Mariehamn ha battuto la sua ex squadra del Jaro. Con questa casacca ha avuto l'opportunità di esordire anche nelle competizioni europee per club: il 4 luglio 2013, infatti, è stato schierato titolare nel pareggio per 1-1 maturato sul campo degli azeri dell'İnter Baku. Rimasto in squadra per un periodo complessivo di circa due anni e mezzo, Byskata ha totalizzato 87 presenze e 4 reti per l'IFK Mariehamn.
Ad agosto 2014, Byskata ha firmato nuovamente per lo Jaro. Ha effettuato il secondo esordio con questa maglia in data 31 agosto, schierato titolare nella sconfitta interna per 1-4 contro l'HJK. In questa porzione di stagione in squadra, ha totalizzato 7 presenze e ha contribuito al 6º posto finale dello Jaro.
Il 13 marzo 2015, Byskata ha fatto ritorno al KPV, militante in Kakkonen, terza divisione del campionato finlandese. È tornato a vestire questa maglia in gare ufficiali in data 16 aprile, quando è stato schierato titolare nella sconfitta per 0-2 contro l'HIFK, in una sfida valida per la Suomen Cup 2015. Byskata ha totalizzato 26 presenze e 2 reti in campionato nel corso di questa annata, culminata con il 1º posto finale del KPV e la sua conseguente promozione in Ykkönen.
Dopo essere stato in prova al club per qualche giorno, in data 14 marzo 2016 ha firmato ufficialmente un contratto biennale con i norvegesi del Bryne. Ha esordito in squadra il 3 aprile, schierato titolare nel pareggio per 1-1 sul campo dell'Hødd. Ha totalizzato 23 presenze nel corso di quell'annata, conclusasi con la retrocessione in 2. divisjon al termine della 30ª ed ultima giornata del campionato.
Il 19 gennaio 2018, il KPV ha reso noto l'ingaggio di Byskata, che si è legato al club con un accordo annuale.
Il 5 febbraio 2020 ha fatto ritorno in Norvegia, per giocare nel Brattvåg. Il 24 febbraio ha firmato nuovamente per il Jaro.

## Statistiche

### Presenze e reti nei club
Statistiche aggiornate al 7 agosto 2022.
| Stagione             | Club                 | Campionato           | Campionato | Campionato | Coppe nazionali | Coppe nazionali | Coppe nazionali | Coppe continentali | Coppe continentali | Coppe continentali | Supercoppe | Supercoppe | Supercoppe | Totale | Totale |
| Stagione             | Club                 | Comp                 | Pres       | Reti       | Comp            | Pres            | Reti            | Comp               | Pres               | Reti               | Comp       | Pres       | Reti       | Pres   | Reti   |
| -------------------- | -------------------- | -------------------- | ---------- | ---------- | --------------- | --------------- | --------------- | ------------------ | ------------------ | ------------------ | ---------- | ---------- | ---------- | ------ | ------ |
| 2010                 | KPV                  | Y                    | 26         | 1          | CF+CdL          | 1+0             | 0               | -                  | -                  | -                  | -          | -          | -          | 27     | 1      |
| 2011                 | Jaro                 | VL                   | 32         | 0          | CF+CdL          | 0+7             | 0+1             | -                  | -                  | -                  | -          | -          | -          | 39     | 1      |
| 2012                 | IFK Mariehamn        | VL                   | 29         | 1          | CF+CdL          | 2+6             | 1+0             | -                  | -                  | -                  | -          | -          | -          | 37     | 2      |
| 2013                 | IFK Mariehamn        | VL                   | 30         | 2          | CF+CdL          | 3+0             | 0               | UEL                | 2                  | 0                  | -          | -          | -          | 35     | 2      |
| gen.-ago. 2014       | IFK Mariehamn        | VL                   | 14         | 0          | CF+CdL          | 1+0             | 0               | -                  | -                  | -                  | -          | -          | -          | 15     | 0      |
| Totale IFK Mariehamn | Totale IFK Mariehamn | Totale IFK Mariehamn | 73         | 3          |                 | 6+6             | 1+0             |                    | 2                  | 0                  |            | -          | -          | 87     | 4      |
| ago.-dic. 2014       | Jaro                 | VL                   | 7          | 0          | CF+CdL          | -               | -               | -                  | -                  | -                  | -          | -          | -          | 7      | 0      |
| 2015                 | KPV                  | Ka                   | 26         | 2          | CF+CdL          | 1+0             | 0               | -                  | -                  | -                  | -          | -          | -          | 27     | 2      |
| 2016                 | Bryne                | 1D                   | 22         | 0          | CN              | 1               | 1               | -                  | -                  | -                  | -          | -          | -          | 23     | 1      |
| 2017                 | Bryne                | 2D                   | 23         | 0          | CN              | 2               | 0               | -                  | -                  | -                  | -          | -          | -          | 25     | 0      |
| Totale Bryne         | Totale Bryne         | Totale Bryne         | 45         | 0          |                 | 3               | 1               |                    | -                  | -                  |            | -          | -          | 48     | 1      |
| 2018                 | KPV                  | Y                    | 26+2       | 1+0        | CF              | 3               | 0               | -                  | -                  | -                  | -          | -          | -          | 31     | 1      |
| 2019                 | KPV                  | Y                    | 14+1       | 0          | CF              | 0               | 0               | -                  | -                  | -                  | -          | -          | -          | 15     | 0      |
| 2020                 | Brattvåg             | 2D                   | 3          | 0          | -               | -               | -               | -                  | -                  | -                  | -          | -          | -          | 3      | 0      |
| 2021                 | Jaro                 | Y                    | 24         | 0          | CF              | 0               | 0               | -                  | -                  | -                  | -          | -          | -          | 24     | 0      |
| Totale Jaro          | Totale Jaro          | Totale Jaro          | 63         | 0          |                 | 0+7             | 0+1             |                    | -                  | -                  |            | -          | -          | 70     | 1      |
| 2022                 | KPV                  | Y                    | 8          | 0          | CF              | 0               | 0               | -                  | -                  | -                  | -          | -          | -          | 8      | 0      |
| Totale KPV           | Totale KPV           | Totale KPV           | 48+3       | 1+0        |                 | 3               | 0               |                    | -                  | -                  |            | -          | -          | 54     | 1      |
| Totale               | Totale               | Totale               | 284+3      | 7+0        |                 | 14+13           | 2+1             |                    | 2                  | 0                  |            | -          | -          | 316    | 10     |